# بخش مرکزی شهرستان زرند
بخش مرکزی شهرستان زرند یکی از بخش‌های شهرستان زرند در استان کرمان ایران است.

## تقسیمات کشوری
- بخش مرکزی شهرستان زرند
  - دهستان اسلام‌آباد
  - دهستان جرجافک
  - دهستان دشت خاک
  - دهستان سربنان
  - دهستان محمدآباد
  - دهستان وحدت
  - دهستان خانوک
  - دهستان حتکن
  - دهستان دشت خاک

شهرها: زرند، خانوک و یزدان شهر و ریحان شهر.

## جمعیت
بنابر سرشماری مرکز آمار ایران، جمعیت بخش مرکزی شهرستان زرند در سال ۱۳۸۵ برابر با ۱۰۴۸۴۹ نفر بوده است.